# 보라매로
보라매로는 서울특별시 동작구 신대방동 신대방삼거리역에서부터 당곡사거리까지 연결되는 도로이다. 이남 구간은 신림로로 분리되었다.

## 경유지
서울특별시
- 동작구

## 노선
신대방삼거리역(상도로) - 보라매 삼성아파트 - 서울특별시 보라매병원삼거리 - 당곡사거리(당곡역)

## 연결 도로
기점인 신대방삼거리역에서는 상도로와 연결되고, 종점인 당곡사거리에서는 봉천로와 만난다.

## 같이 보기
- 관악로
- 호암로
- 상도로
- 봉천로
- 신림로